# Пиотровский, Юзеф Юлианович
Ю́зеф Юлиа́нович Пиотро́вский или Ио́сиф Юлиа́нович Петро́вский (пол. Józef Piotrowski, 1840—1923) — участник Польского восстания 1863 года, просветитель. Известен как основатель первого в городе Перми специализированного книжного магазина.

## Биография
Юзеф Юлианович Пиотровский родился в 1840 году в Царстве Польском, принадлежавшем Российской империи. За участие в Польском восстании 1863 года был сослан на каторгу, а затем был выслан в Пермь. Зимой 1876 года он открыл книжный магазин, оформив его на имя своей жены, Ольги Платоновны Петровской. Магазин располагался в доходном доме В. А. Ковальского — двухэтажное здание на углу Покровской (улица Ленина) и Сибирской улиц, известное в советское время как магазин «Центральный Гастроном». В конце 1950-х годов здание было расширено и надстроено 2 этажами. Книжный магазин О. П. Петровской завоевал популярность среди жителей города и способствовал развитию образования в Перми. Также магазин использовался для подпольного распространения демократической литературы, оказавшей влияние на формирование революционных взглядов молодёжи города. Свидетельствующие об этом документы семьи Петровских хранятся в Пермском краевом музее.
Юзеф Юлианович Пиотровский скончался в 1923 году и похоронен в Перми на Егошихинском кладбище.

## Память
- На здании, где находился магазин, установлена мемориальная доска[3][6].
- В 2009 году в Перми был создан книжный магазин «Пиотровский», превратившийся за несколько лет в культурно-образовательный центр[7].